# Administration côtière norvégienne
L'Administration côtière norvégienne (en norvégien : Kystverket) est une agence gouvernementale norvégienne responsable des infrastructures de transport le long des 9 200 km de la côte norvégienne.
Elle est responsable des infrastructures de navigation côtière, de pilotage et des ports, en plus des phares. L'agence est subordonnée au ministère des transports.
Le bureau principal se situe à Ålesund et l'agence compte 1 100 employés.
Les services de radio maritime sont fournis par Telenor Radio Maritime.

## Histoire
Kystverket est créée en 1974 par la fusion de la Direction norvégienne des ports, de l'Autorité des pilotes maritimes, et de l'Administration de navigation côtière norvégienne.
Son nom actuel date de 1981, après sa réorganisation en cinq bureaux régionaux, situés à Arendal, Haugesund, Ålesund, Kabelvåg et à Honningsvåg.

## Transfert à Ålesund
En 2002, le siège de Kystverket est déplacé de Oslo à Ålesund et sa division dédiée à la construction devient une société indépendante sous la direction du ministère du Commerce et de l'Industrie en 2006.
Le transfert de 2002 concerne également six autres agences publiques selon un programme dirigé par Victor Norman, ministre conservateur de l'Administration et des Réformes gouvernementales. Le coût total des déménagements s'élève alors à 729 millions de couronnes.
Un rapport officiel de 2009 a conclu que les agences avaient perdu 75 à 90% de leurs employés, surtout ceux avec une longue ancienneté, et que les agences ont temporairement rempli leurs missions critiques de manière dysfonctionnelle. Les frais de fonctionnement n'ont pas diminué et il n'a pas été observé d'externalités significatives sur les villes ayant bénéficié du transfert. Les communications entre les agences et les ministères n'ont pas non plus été impactées.
Dans un rapport de 2010, le professeur Jarle Trondal conclut qu'aucunes des agences n'a gagné en autonomie à la suite des transferts, bien que ce fut l'un des principaux arguments de Victor Normann. La socialiste Heidi Grande Røys succède à Normann en tant que ministre. Elle a déclaré que les déménagements ont eu un important effet symbolique sur les villes-hôtes et qu'elle ne considère pas l'absence d'avantages observables comme un argument suffisant pour ne pas transférer d'autres agences publiques hors d'Oslo à l'avenir,.